# Kuła (gmina)
Kuła (bułg. Община Кула) – gmina w północno-zachodniej Bułgarii, w obwodzie Widyń.

## Miejscowości
Miejscowości wchodzące w skład gminy Kuła:
- Car-Petrowo (bułg. Цар-Петрово),
- Czicził (bułg. Чичил),
- Golemanowo (bułg. Големаново),
- Izwor machała (bułg. Извор махала),
- Kosta Perczewo (bułg. Коста Перчево),
- Kuła (bułg. Кула) – siedziba gminy,
- Poletkowci (bułg. Полетковци),
- Staropatica (bułg. Старопатица),
- Topołowec (bułg. Тополовец)